# Johan Aureller den äldre
Johan Aureller, d.ä. (Johan Johansson), född 4 februari 1626 i Stockholm, död 21 april 1696 i Medelplana socken, var en svensk porträtt- och kyrkomålare.

## Familj
Johan Aureller d.ä. var möjligen en utomäktenskaplig son till Johan Matsson Aurelius, hovsekreterare hos drottning Maria Eleonora i Stockholm. Men det är mer troligt att han var son till en guldsmed i Stockholm. Detta syftar på hans antagna familjenamn. Han var första gången gift 1652 med Catharina Eriksdotter Grijs (1633–1692), som var dotter till borgaren Erik Andersson Grijs, kopparhandlare i Gävle. De kända barnen var sonen Johan Aureller den yngre född 1657 i Gävle och dottern Helena Aurelia född i mars 1664 i Katarina församling i Stockholm.
Han var andra gången gift 1691 med Margareta Andersdotter även kallad Holm (1658- 1731), som var dotter till en hovskräddare vid Ryholms herrgård. Piga hos fru Ebba Gyllengrip vid Råbäcks slott på Kinnekulle 1690 -1691. De fick dottern Catharina Christina Aurelia född 1694- 07-27 i Medelplana socken. 

## Biografi
Johan Aureller d.ä. uppfostrades i Stockholm där han lärde målarkonsten. Han flyttade till Gävle år 1652 och bodde där tillsammans med sin hustru Catharina Eriksdotter Grijs. Där föddes sonen Johan Aureller den yngre, som kom att gå i sin fars fotspår. Senare lämnade Johan Aureller Gävle för uppdrag i Delsbo. Där utförde han arbeten i Delsbo kyrka, för vilka uppdragsgivarna gav omdömet att han "berömligen och med flit arbetena hade fullbordat". Alla hans verk för kyrkan gick förlorade i kyrkans brand 1740. Det enda kvarstående alstret är två knäbilder i naturlig storlek av prästparet Marcus Wilhelmsson Björkman och hans hustru. Bilden av prästfrun är signerad 1654. Sedermera kan man åter spåra konstnären i Gävle.
I hans ateljé i Gävle arbetade även de yngre svågrarna Magnus Eriksson Grijs och Erik Eriksson Grijs vilka lärde målarkonsten hos honom från 1650-talets mitt.
Familjen Aureller d.ä. flyttade tillsammans med svågern målarlärlingen Erik Eriksson Grijs från Gävle till Katarina församling i Stockholm år 1663. Anledningen till detta var att svågrarna fick i uppdrag att porträttera generalmajoren Pontus Fredrik De la Gardie (1630–1692) i olja år 1663. Det här porträttet är efter en förebild från ca 1650.
Från 1660-talets andra hälft vistades Johan Aureller den äldre med familj och svågern i västra Sverige, där de målade en ryttarbild av landshövding Bengt Lilliehöök i Halmstad. De vistades ett tag i Göteborg och besökte 1668 riksrådet och hovrättspresidenten friherre Gustaf Posse på Hellekis säteri i Medelplana socken. De var två av de målare som arbetade på Magnus Gabriel De la Gardies slott Läckö under på 1660- och 1670-talet, där det var ett centrum för både monumentalmåleri och stafflikonst. Efter reduktionen 1680 blev Johan Aureller d.ä. liksom andra målare av med den fasta anställningen och livnärde sig på uppdrag från borgerskap och kyrkor. Tillsammans med andra före detta hovmålare, till exempel Johan Hammer, förmedlade han idéer och kunskaper från europeisk konst, som kom att prägla det västsvenska måleriet under flera generationer.
I trakten av Kinnekulle fann Johan Aureller en fast punkt för resten av sitt liv. Från 1670-talet bodde familjen på Knapegården vid Råbäck invid Vänern och sedan i Rustsäter vid Högkullens fot. Här bodde familjen, far och son, vilka begravdes i familjegraven i Medelplana kyrka.
Aureller d.ä. är representerad vid Nationalmuseum i Stockholm och vid Göteborgs stadsmuseum.

## Verk
Urval:
- Delsbo kyrka, Hälsingland: Stoffering och förgyllning av predikstol, korinredning och läktare 1654. Förstörda i brand 1740.[13]
- Gävle rådhus: Porträtt av borgmästare Sigfrid Wolcker och hans hustru Anna Gavelia (vigda 1656), tillskrivna Johan Aureller d.ä.[17]
- Medelplana kyrka, Västergötland: Altartavla "Nattvardens instiftelse", målad under 1660-talets andra hälft[22][23]
- Skara högre allmänna läroverk, Västergötland: Självporträtt 1670 och porträtt av hustrun 1671.[24]
- Göteborgs stadsmuseum[25]: Damporträtt tillskrivet Johan Aureller d.ä.[22]
- Fors kyrka, Eskilstuna, Södermanland: Mansporträtt 1675.[26][27]
- Sankt Nicolai kyrka, Lidköping, Västergötland: Altartavla från 1680-talet visande "Nattvardens instiftelse", "Abrahams offer" och "Kristi uppståndelse". Målningarna räddades vid kyrkans brand 1849, dock i delvis skadat skick. Epitafium över Jonas Rudberus (1636–1697) och hans familj, daterat 1687.[28]